# 克羅韋爾 (德克薩斯州)
克羅韋爾（英語：Crowell）是一個位於美國德克薩斯州福爾德縣的城市。根據2010年美國人口普查，該地共人口948人，而該地的面積約為4.90平方千米。同時該地也是福爾德縣的縣治。

## 地理
克羅韋爾的座標為33°59′09″N 99°43′28″W / 33.98583°N 99.72444°W，而該地的平均海拔高度為449米（即1473英尺）。